# Luke Zahradka
Luke Zahradka (Franklin Square, 4 luglio 1991) è un giocatore di football americano statunitense naturalizzato italiano, che gioca come quarterback per i Frogs Legnano.
Nel periodo della high school ha giocato a dodgeball, vincendo due titoli scolastici (nel 2008 con la "Tune Squad" e nel 2009 con la "Tune Squad Back in Action").
Dopo il college ha giocato in Europa, dapprima per metà stagione nei tedeschi Kirchdorf Wildcats, poi coi francesi Spartiates d'Amiens, per poi trasferirsi una prima volta in Italia ai Dolphins Ancona (prima esperienza in un campionato maggiore), successivamente ai cechi Prague Black Panthers (coi quali ha vinto il suo primo titolo nazionale) e infine di nuovo in Italia ai Seamen Milano, coi quali ha vinto 3 titoli nazionali e ha raggiunto la finale di EFL. Nel 2024 ha giocato in ELF ai Frankfurt Galaxy, per poi tornare in Italia ai Frogs Legnano.

## Nazionale
Gioca nella nazionale italiana di football americano (con la quale ha vinto l'Europeo 2021) e in quella di flag football.

## Statistiche
|                                  |                                  |      | Passing | Passing | Passing | Passing | Passing  | Passing | Passing     | Rushing | Rushing    | Rushing        | Rushing |
| Stagione                         | Stagione                         | G    | Att     | Com     | Int     | Pct.    | Yd       | TD      | NCAA rating | Att     | Yd Portate | Yd Per portata | TD      |
| -------------------------------- | -------------------------------- | ---- | ------- | ------- | ------- | ------- | -------- | ------- | ----------- | ------- | ---------- | -------------- | ------- |
| 2010                             | NE10                             | ?    | ?       | ?       | ?       | ?       | ?        | ?       | ?           | ?       | ?          | ?              | ?       |
| 2011                             | NE10                             | ?    | ?       | ?       | ?       | ?       | ?        | ?       | ?           | ?       | ?          | ?              | ?       |
| 2012                             | NE10                             | ?    | ?       | ?       | ?       | ?       | ?        | ?       | ?           | ?       | ?          | ?              | ?       |
| 2013                             | NE10                             | ?    | ?       | ?       | ?       | ?       | ?        | ?       | ?           | ?       | ?          | ?              | ?       |
| Totale college (Bentley Falcons) | Totale college (Bentley Falcons) | ?    | ?       | ?       | ?       | ?       | ?        | ?       | ?           | ?       | ?          | ?              | ?       |
| Totale giovanili                 | Totale giovanili                 | ?    | ?       | ?       | ?       | ?       | ?        | ?       | ?           | ?       | ?          | ?              | ?       |
| 2013                             | GFL2                             | 8    | 266     | 154     | 4       | 57,9    | 2 214    | 25      | 155,82      | 48      | 217        | 4,52           | 5       |
| Totale Kirchdorf Wildcats        | Totale Kirchdorf Wildcats        | 8    | 266     | 154     | 4       | 57,9    | 2 214    | 25      | 155,82      | 48      | 217        | 4,52           | 5       |
| 2014                             | Div2                             | 12   | 316     | 199     | 9       | 63,0    | 3 388    | 49      | 198,51      | 61      | 396        | 6,49           | 5       |
| Totale Spartiates d'Amiens       | Totale Spartiates d'Amiens       | 12   | 316     | 199     | 9       | 63,0    | 3 388    | 49      | 198,51      | 61      | 396        | 6,49           | 5       |
| 2015                             | 1Div                             | 11   | 306     | 165     | 5       | 53,9    | 2 361    | 25      | 142,43      | 90      | 458        | 5,09           | 7       |
| Totale Dolphins Ancona           | Totale Dolphins Ancona           | 11   | 306     | 165     | 5       | 53,9    | 2 361    | 25      | 142,43      | 90      | 458        | 5,09           | 7       |
| 2016                             | ČLAF                             | 2    | 33      | 19      | 1       | 57,6    | 298      | 3       | 157,37      | 1       | 2          | 2,00           | 0       |
| Totale Prague Black Panthers     | Totale Prague Black Panthers     | 2    | 33      | 19      | 1       | 57,6    | 298      | 3       | 157,37      | 1       | 2          | 2,00           | 0       |
| 2017                             | 1Div                             | 10   | 245     | 136     | 4       | 55,5    | 2 154    | 23      | 157,08      | 26      | 117        | 4,50           | 2       |
| 2017                             | BIG6                             | ?    | ?       | ?       | ?       | ?       | ?        | ?       | ?           | ?       | ?          | ?              | ?       |
| 2018                             | 1Div                             |      |         |         |         |         |          |         |             |         |            |                |         |
| 2018                             | EFL                              | ?    | ?       | ?       | ?       | ?       | ?        | ?       | ?           | ?       | ?          | ?              | ?       |
| 2019                             | 1Div                             |      |         |         |         |         |          |         |             |         |            |                |         |
| 2019                             | CEFL                             |      |         |         |         |         |          |         |             |         |            |                |         |
| Totale Seamen Milano             | Totale Seamen Milano             | -    | -       | -       | -       | -       | -        | -       | -           | -       | -          | -              | -       |
| Totale squadre maggiori          | Totale squadre maggiori          | 43+? | 1 166+? | 673+?   | 23+?    |         | 10 415   | 125     |             | 226+?   | 1 190+?    |                | 19+?    |
| 2015                             |                                  | ?    | ?       | ?       | ?       | ?       | ?        | ?       | ?           | ?       | ?          | ?              | ?       |
| 2016                             |                                  | 2    | 51      | 32      | 1       | 62,7    | 489      | 5       | ?           | ?       | ?          | ?              | ?       |
| 2017                             |                                  | ?    | ?       | ?       | ?       | ?       | ?        | ?       | ?           | ?       | ?          | ?              | ?       |
| 2019                             |                                  | ?    | ?       | ?       | ?       | ?       | ?        | ?       | ?           | ?       | ?          | ?              | ?       |
| 2021                             |                                  | ?    | ?       | ?       | ?       | ?       | ?        | ?       | ?           | ?       | ?          | ?              | ?       |
| Totale nazionale                 | Totale nazionale                 | 2+?  | 51+?    | 32+?    | 1+?     |         | 489+?    | 5+?     | ?           | ?       | ?          | ?              | ?       |
| Totale                           | Totale                           | 45+? | 1 217+? | 705+?   | 24+?    |         | 10 904+? | 130+?   |             | 226+?   | 1 190+?    |                | 19+?    |

## Palmarès
- 1 Europeo tackle (2021)
- 1 Czech Bowl (2016)
- 3 Italian Bowl (2017, 2018, 2019)
- 1 MVP Europeo tackle (2021) [3]
- 2 MVP Italian Bowl (2017, 2019)